# Pascual Alba Sors
Pascual Alba Sors (Navaixes, 12 de maig de 1843-Granada, 4 d'agost de 1895) va ser un actor valencià, primer d'una extensa nissaga d'artistes.

## Biografia
Fill d'una família d'agricultors, es va traslladar amb 12 anys a València on va compaginar la seva feina a una impremta amb actuacions al teatre amateur. Va aconseguir treball a una companyia de teatre professional i en 1865 es casa amb Irene Abad amb la que tindria tres fills: les també actrius Leocadia i Irene Alba, i el militar José Alba.
Especialitzat en l'anomenat Género chico, des de molt jove va recórrer Espanya i Amèrica Llatina amb les seves funcions. Finalment es va establir a Madrid en 1876, al costat de la seva família. Des d'aquest moment només va tornar a l'escena de forma esporàdica, destacant l'estrena de La verbena de la Paloma (1894) en el paper de l'apotecari Don Sebastián, on va participar al costat de les seves dues filles, i del que seria el seu gendre Manuel Caba.
La nissaga que es va originar amb Pascual Alba abasta sis generacions d'artistes.

## Arbre genealògic
|                  |                  |                  |                  |                  |                  |             |             |                 |                 |                 |                 |                 |                 |                 |                 | Pascual Alba      | Pascual Alba      | Pascual Alba      | Pascual Alba      | Pascual Alba      | Pascual Alba      |                      |                      |                      |                      |                      |                      | Irene Abad      | Irene Abad      | Irene Abad           | Irene Abad           | Irene Abad           | Irene Abad           |                      |                      |                  |                  |                       |                       |                       |                       |                       |                       |  |  |
|                  |                  |                  |                  |                  |                  |             |             |                 |                 |                 |                 |                 |                 |                 |                 | Pascual Alba      | Pascual Alba      | Pascual Alba      | Pascual Alba      | Pascual Alba      | Pascual Alba      |                      |                      |                      |                      |                      |                      | Irene Abad      | Irene Abad      | Irene Abad           | Irene Abad           | Irene Abad           | Irene Abad           |                      |                      |                  |                  |                       |                       |                       |                       |                       |                       |  |  |
|                  |                  |                  |                  |                  |                  |             |             |                 |                 |                 |                 |                 |                 |                 |                 |                   |                   |                   |                   |                   |                   |                      |                      |                      |                      |                      |                      |                 |                 |                      |                      |                      |                      |                      |                      |                  |                  |                       |                       |                       |                       |                       |                       |  |  |
|                  |                  |                  |                  |                  |                  |             |             |                 |                 |                 |                 |                 |                 |                 |                 |                   |                   |                   |                   |                   |                   |                      |                      |                      |                      |                      |                      |                 |                 |                      |                      |                      |                      |                      |                      |                  |                  |                       |                       |                       |                       |                       |                       |  |  |
|                  |                  |                  |                  |                  |                  |             |             |                 |                 |                 |                 |                 |                 |                 |                 |                   |                   |                   |                   |                   |                   |                      |                      |                      |                      |                      |                      |                 |                 |                      |                      |                      |                      |                      |                      |                  |                  |                       |                       |                       |                       |                       |                       |  |  |
|                  |                  | Manuel Caba      | Manuel Caba      | Manuel Caba      | Manuel Caba      | Manuel Caba | Manuel Caba |                 |                 |                 |                 |                 |                 | Irene Alba      | Irene Alba      | Irene Alba        | Irene Alba        | Irene Alba        | Irene Alba        |                   |                   | Leocadia Alba        | Leocadia Alba        | Leocadia Alba        | Leocadia Alba        | Leocadia Alba        | Leocadia Alba        |                 |                 | José Alba            | José Alba            | José Alba            | José Alba            | José Alba            | José Alba            |                  |                  |                       |                       |                       |                       |                       |                       |  |  |
|                  |                  | Manuel Caba      | Manuel Caba      | Manuel Caba      | Manuel Caba      | Manuel Caba | Manuel Caba |                 |                 |                 |                 |                 |                 | Irene Alba      | Irene Alba      | Irene Alba        | Irene Alba        | Irene Alba        | Irene Alba        |                   |                   | Leocadia Alba        | Leocadia Alba        | Leocadia Alba        | Leocadia Alba        | Leocadia Alba        | Leocadia Alba        |                 |                 | José Alba            | José Alba            | José Alba            | José Alba            | José Alba            | José Alba            |                  |                  |                       |                       |                       |                       |                       |                       |  |  |
|                  |                  |                  |                  |                  |                  |             |             |                 |                 |                 |                 |                 |                 |                 |                 |                   |                   |                   |                   |                   |                   |                      |                      |                      |                      |                      |                      |                 |                 |                      |                      |                      |                      |                      |                      |                  |                  |                       |                       |                       |                       |                       |                       |  |  |
|                  |                  |                  |                  |                  |                  |             |             |                 |                 |                 |                 |                 |                 |                 |                 |                   |                   |                   |                   |                   |                   |                      |                      |                      |                      |                      |                      |                 |                 |                      |                      |                      |                      |                      |                      |                  |                  |                       |                       |                       |                       |                       |                       |  |  |
|                  |                  |                  |                  |                  |                  |             |             |                 |                 |                 |                 |                 |                 |                 |                 |                   |                   |                   |                   |                   |                   |                      |                      |                      |                      |                      |                      |                 |                 |                      |                      |                      |                      |                      |                      |                  |                  |                       |                       |                       |                       |                       |                       |  |  |
| Josefa Caba Alba | Josefa Caba Alba | Josefa Caba Alba | Josefa Caba Alba | Josefa Caba Alba | Josefa Caba Alba |             |             | Julia Caba Alba | Julia Caba Alba | Julia Caba Alba | Julia Caba Alba | Julia Caba Alba | Julia Caba Alba |                 |                 | Manuel Caba Alba  | Manuel Caba Alba  | Manuel Caba Alba  | Manuel Caba Alba  | Manuel Caba Alba  | Manuel Caba Alba  |                      |                      | Irene Caba Alba      | Irene Caba Alba      | Irene Caba Alba      | Irene Caba Alba      | Irene Caba Alba | Irene Caba Alba |                      |                      |                      |                      |                      |                      | Emilio Gutiérrez | Emilio Gutiérrez | Emilio Gutiérrez      | Emilio Gutiérrez      | Emilio Gutiérrez      | Emilio Gutiérrez      |                       |                       |  |  |
| Josefa Caba Alba | Josefa Caba Alba | Josefa Caba Alba | Josefa Caba Alba | Josefa Caba Alba | Josefa Caba Alba |             |             | Julia Caba Alba | Julia Caba Alba | Julia Caba Alba | Julia Caba Alba | Julia Caba Alba | Julia Caba Alba |                 |                 | Manuel Caba Alba  | Manuel Caba Alba  | Manuel Caba Alba  | Manuel Caba Alba  | Manuel Caba Alba  | Manuel Caba Alba  |                      |                      | Irene Caba Alba      | Irene Caba Alba      | Irene Caba Alba      | Irene Caba Alba      | Irene Caba Alba | Irene Caba Alba |                      |                      |                      |                      |                      |                      | Emilio Gutiérrez | Emilio Gutiérrez | Emilio Gutiérrez      | Emilio Gutiérrez      | Emilio Gutiérrez      | Emilio Gutiérrez      |                       |                       |  |  |
|                  |                  |                  |                  |                  |                  |             |             |                 |                 |                 |                 |                 |                 |                 |                 |                   |                   |                   |                   |                   |                   |                      |                      |                      |                      |                      |                      |                 |                 |                      |                      |                      |                      |                      |                      |                  |                  |                       |                       |                       |                       |                       |                       |  |  |
|                  |                  |                  |                  |                  |                  |             |             |                 |                 |                 |                 |                 |                 |                 |                 |                   |                   |                   |                   |                   |                   |                      |                      |                      |                      |                      |                      |                 |                 |                      |                      |                      |                      |                      |                      |                  |                  |                       |                       |                       |                       |                       |                       |  |  |
|                  |                  |                  |                  |                  |                  |             |             |                 |                 |                 |                 |                 |                 |                 |                 |                   |                   |                   |                   |                   |                   |                      |                      |                      |                      |                      |                      |                 |                 |                      |                      |                      |                      |                      |                      |                  |                  |                       |                       |                       |                       |                       |                       |  |  |
|                  |                  |                  |                  |                  |                  |             |             |                 |                 | Gregorio Alonso | Gregorio Alonso | Gregorio Alonso | Gregorio Alonso | Gregorio Alonso | Gregorio Alonso |                   |                   |                   |                   |                   |                   | Irene Gutiérrez Caba | Irene Gutiérrez Caba | Irene Gutiérrez Caba | Irene Gutiérrez Caba | Irene Gutiérrez Caba | Irene Gutiérrez Caba |                 |                 | Julia Gutiérrez Caba | Julia Gutiérrez Caba | Julia Gutiérrez Caba | Julia Gutiérrez Caba | Julia Gutiérrez Caba | Julia Gutiérrez Caba |                  |                  | Emilio Gutiérrez Caba | Emilio Gutiérrez Caba | Emilio Gutiérrez Caba | Emilio Gutiérrez Caba | Emilio Gutiérrez Caba | Emilio Gutiérrez Caba |  |  |
|                  |                  |                  |                  |                  |                  |             |             |                 |                 | Gregorio Alonso | Gregorio Alonso | Gregorio Alonso | Gregorio Alonso | Gregorio Alonso | Gregorio Alonso |                   |                   |                   |                   |                   |                   | Irene Gutiérrez Caba | Irene Gutiérrez Caba | Irene Gutiérrez Caba | Irene Gutiérrez Caba | Irene Gutiérrez Caba | Irene Gutiérrez Caba |                 |                 | Julia Gutiérrez Caba | Julia Gutiérrez Caba | Julia Gutiérrez Caba | Julia Gutiérrez Caba | Julia Gutiérrez Caba | Julia Gutiérrez Caba |                  |                  | Emilio Gutiérrez Caba | Emilio Gutiérrez Caba | Emilio Gutiérrez Caba | Emilio Gutiérrez Caba | Emilio Gutiérrez Caba | Emilio Gutiérrez Caba |  |  |
|                  |                  |                  |                  |                  |                  |             |             |                 |                 |                 |                 |                 |                 |                 |                 |                   |                   |                   |                   |                   |                   |                      |                      |                      |                      |                      |                      |                 |                 |                      |                      |                      |                      |                      |                      |                  |                  |                       |                       |                       |                       |                       |                       |  |  |
|                  |                  |                  |                  |                  |                  |             |             |                 |                 |                 |                 |                 |                 |                 |                 | José Luis Escolar | José Luis Escolar | José Luis Escolar | José Luis Escolar | José Luis Escolar | José Luis Escolar |                      |                      |                      |                      |                      |                      | Lourdes Navarro | Lourdes Navarro | Lourdes Navarro      | Lourdes Navarro      | Lourdes Navarro      | Lourdes Navarro      |                      |                      |                  |                  |                       |                       |                       |                       |                       |                       |  |  |
|                  |                  |                  |                  |                  |                  |             |             |                 |                 |                 |                 |                 |                 |                 |                 | José Luis Escolar | José Luis Escolar | José Luis Escolar | José Luis Escolar | José Luis Escolar | José Luis Escolar |                      |                      |                      |                      |                      |                      | Lourdes Navarro | Lourdes Navarro | Lourdes Navarro      | Lourdes Navarro      | Lourdes Navarro      | Lourdes Navarro      |                      |                      |                  |                  |                       |                       |                       |                       |                       |                       |  |  |
|                  |                  |                  |                  |                  |                  |             |             |                 |                 |                 |                 |                 |                 |                 |                 |                   |                   |                   |                   |                   |                   |                      |                      |                      |                      |                      |                      |                 |                 |                      |                      |                      |                      |                      |                      |                  |                  |                       |                       |                       |                       |                       |                       |  |  |
|                  |                  |                  |                  |                  |                  |             |             |                 |                 |                 |                 |                 |                 |                 |                 |                   |                   |                   |                   |                   |                   | Irene Escolar        |                      |                      |                      |                      |                      |                 |                 |                      |                      |                      |                      |                      |                      |                  |                  |                       |                       |                       |                       |                       |                       |  |  |